# Dou Wei
No confondre amn Du Wei (1978) compositora de bandes sonores.
Dou Wei (xinès simplificat: 竇唯, pinyin: Dòu Wéi; Pequín, 1969) fou un compositor, cantant de rock, músic alternatiu i experimental xinès.

## Biografia
Dou Wei va néixer a Pequín l'any 1969. El seu pare tocava música popular i la seva mare treballava en una fàbrica de màquines-eina de Pequín. Quan estava a l'escola secundària, els seus pares es van divorciar i Dou i la seva germana vivien amb la seva mare. L'any 1985,va ingressar a un institut de formació professional per estudiar infermeria psiquiàtrica; va aprendre una mica de guitarra a l'institut de formació professional, i va començar a fer música per ell mateix.
El juny de 1996 es va casar amb la cantant i actriu pop Faye Wong (王菲) de qui es va divorciar el març de 1999.
El maig del 2006 va tenir un enfrontament amb la policia després d'entrar a la redacció del diari 新京报The Beijing News i provocar desperfectes. Dou, molest per les cròniques que feien esment a la seva segona dona l'actriu Gao Yuan, Dou no va poder controlar el seu temperament i va començar a trencar equips d'oficina, ordinadors, televisors i va esquitxar aigua sobre alguns empleats, desprès va incendiar un cotxe davant de l'oficina. Malgrat aquest incident l'agost d'aquest any va rebre el títol de "millor cantant de rock" i el premi al millor disc per The murmur of the rain.

#### Trajectòria musical
Als 18 anys, Dou va ser admès a la Beijing Youth Music Light Troupe. Va cantar principalment cançons de Jiang Dawei, i algunes cançons angleses i també ballava break dance. Els seus primers treballs estan influenciats per la música de The Cure i de Bauhaus (grup de música).

##### Black Panther
El 1988, Ding Wu, el cantant principal del grup de rock Black Panthers, o Hei Bao (黑豹乐队) va marxar i Dou va unir-se al grup com a cantant, compositor i lletrista. Es va convertir en una figura icònica dels inicis de l'escena rock a la Xina.

##### Dream Band
L'octubre de 1991, Dou va deixar "Black Panther" i va formar una banda de rock gòtic "Dreaming Band" o Meng Yue dui (梦乐队). Allà va escriure la cançó "Light of Hope" (inclosa a "Rock Beijing I") i "The Ray of Sun".
El desembre de 1992, l'àlbum homònim "Black Panther" va ser llançat a Hong Kong, que va generar molta pirateria a la Xina. "Don't Break My Heart" va encapçalar les llistes de ràdio comercial de Hong Kong, i "Nowhere to Be Shamed" i "Don't Spoil" també van tenir molt èxit; l'àlbum va vendre 150.000 còpies sense incloure la pirateria.
L'any següent, va signar un contracte amb la companyia discogràfica Pony Canyon (Boli Jiayin 波丽佳音), però el grup es va dissoldre gairebé immediatament després.

##### Treball en solitari
El 1992 va signar un contracte amb la discogràfica Magic Stone (Moyan wenhua 魔岩文化) creada el 1992.
Va llançar el seu primer àlbum el maig de 1994, "Somni negre" (Hei meng 《黑梦》), que va ser un àlbum històric de l'escena rock de Pequín en aquell moment. Al juny, va tocar amb el grup Radiohead i al desembre va anar a Hong Kong per un concert anomenat "China's Rock Force" (摇滚中国乐势力). El mateix any, va crear el grup Yi, (译乐队) i va llançar l' àlbum Hallucinations (Huanting 幻听). A partir d'aqui ha enregistrat un gran nombre de composicions a nivell individual o en col·laboració amb altres cantants com Zhang Chu i He Yong i el 2010 va creau el seu propi estudi de gravació.
Ha col·laborat amb diversos directors de cinema per compondre bandes sonores. Destaca la seva participació, l'any 2008, amb Huayi Brothers Media Corp en la pel·lícula "The Equation of Love and Death" (李米的猜想), un thriller, dirigida per Cao Baoping i protagonitzat per l'actriu Zhou Xun, protagonista entre altres de "The Banquet" del director Feng Xiaogang. L'actriu es una gran admiradora de Dou, del que va dir: "Als meus ulls, Dou Wei és com un profeta. Va produir Sunny Days a principis de la dècada de 1990 i avui encara sona encantador. He somiat col·laborar amb ell més d'una vegada"
La pel·lícula va obtenir el premi a la millor música del 46è Jingi Jiang (Golden Horse Awards) de l'any 2009.

## Discografia
Àlbums en solitari
- 1995 Sunny Days (艳阳天)
- 1998 Mountain River (山河水)
- 2004 Eight Fragments (八段锦) (recorded between 1995 and 2003)

Àlbums amb Bandes
- - 1991 Hei Bao (Panther,黑豹) amb Black Panther
  - 1994 Dark Dreams (黑梦) amb Dreaming
  - 1999 Acousma (幻听)
  - 2002 Gloriette by Water (水亭) Mu Liang Wen Wang
  - 2003 One Stone, Two Birds (壹举·两得) amb Indefinite (不一定)
  - 2003 Mu Liang Wen Wang (暮良文王) Mu Liang Wen Wang
  - 2004 The Story Between the Mirror and Flowers (镜花缘记) amb FM3 (Zhang Jian + Christaan Virant)
  - 2004 Three States, Four Scores (三国·四记) amb Indefinite (不一定)
  - 2004 Wuque Liuyan (五鹊·六雁) amb Indefinite (不一定)
  - 2004 Live On (相相生) Mu Liang Wen Wang
  - 2004 Qiguo Shengdan (期过圣诞) amb Indefinite (不一定)
  - 2005 Shan Dou Ji Shi Ye (山豆几石页) Mu Liang Wen Wang
  - 2005 Ji Ran Pin Qi Guo (祭然品气国) Mu Liang Wen Wang
  - 2005 Ba He (八和) amb Indefinite (不一定)
  - 2005 Jiu Sheng (九生) amb Indefinite (不一定)
  - 2006 Shui Xian Hou Gu Qing Feng Yue (水先后古清风乐) amb Indefinite (不一定)
  - 2006 Pilgrimage to the East (东游记)
  - 2006 Rainy Murmur (雨吁) amb E Band
  - 2006 Hou Guan Yin (后观音) amb FM3 (Zhang Jian + Christaan Virant)
  - 2007 Ah Song Zhu Ah Ji (松阿珠阿吉) with Indefinite (不一定)
  - 2007 35651 (35651) amb Indefinite (不一定)
  - 2007 Zorro in China (佐罗在中国) amb Indefinite (不一定)
  - 2008 Wu Yin Huan Yue (五音环乐) amb Indefinite (不一定) i amb Inequable (不一样)

#### Bandes sonores
- 1993: Música per Beijing Bastards del director Zhang Yuan.
- 2009: Va participar en el documental « Night of an Era » o « Bye Bye Utopia » (再见，乌托邦) dirigit per Sheng Zhimin, que retrata la història de vint anys del rock xinès.
- 2011: Música per Wu Xia del director Peter Chan.
- 2013: Director musical de "Sweet 18" (甜蜜18岁), primera pel·lícula de la directora He Wenchao.
- 2019: Música per« Dwelling in the Fuchun Mountains » (春江水暖) del director Gu Xiaogang.

## Wu Xia del director Peter ChanReferències
1. 1 2 3  «竇唯». [Consulta: 20 desembre 2022].
2. ↑  «Police detains rock singer Dou Wei». [Consulta: 21 desembre 2022].
3. 1 2 3  «chinesemovies.com.fr». [Consulta: 20 desembre 2022].
4. ↑  «Rocker Dou Wei scores Zhou Xun's movie -- china.org.cn». [Consulta: 21 desembre 2022].